# Debina
Die Weißweinsorte Debina ist in Griechenland heimisch. Empfohlen ist ihr Anbau in der Region Epirus (in den Präfekturen Ioannina und Thesprotia) nahe der albanischen Grenze und der Region Arkadien auf dem Peloponnes, zugelassen ist sie des Weiteren in Thessalien bei Larisa. Mit insgesamt 789 Hektar bestockter Rebfläche (Stand Ende der 1990er Jahre) belegt sie im Rebsortenspiegel Griechenland Rang 9 der weißen Sorten. Die Rebe wird in geringem Umfang auch in Albanien angebaut.
In Epirus wird sie zum Beispiel in den Weinen der Appellation Zitsa verwendet. Die spätreifende Sorte erbringt spritzige, säurebetonte Weißweine. Diese Schaumweine mit einem Apfel-Aroma sind in der Regel von einer guten Qualität und werden mehr oder wenig lieblich ausgebaut. Mit Anteilen roter Rebsorten werden auch Rosé-Schaumweine produziert. 
Neben ihren Qualitäten als Keltertraube wird sie lokal auch als Tafeltraube geschätzt. 
Synonyme: Dempina, Ntempina
Siehe auch den Artikel Weinbau in Griechenland sowie die Liste von Rebsorten.